# Бринкманн, Гельмут
Гельмут Бринкманн (12 марта 1895, Любек — 26 сентября 1983, Диссен-ам-Аммерзе, Бавария) — немецкий морской офицер, вице-адмирал Кригсмарине во время Второй мировой войны, капитан тяжелого крейсера «Принц Ойген» во время линейного боя в Датском проливе. До Второй мировой войны он командовал авизо Grille, государственной яхтой Адольфа Гитлера. С 1943 по 1944 год главнокомандующий морскими силами Кригсмарине на Чёрном море. Кавалер Рыцарского креста Железного креста нацистской Германии. Бринкманн сдался британским войскам в 1945 году и был в плену до 1947 года.

## Биография

### Ранние годы и Первая мировая война
После окончания средней школы Бринкманн 1 апреля 1913 года поступил на службу в Императорский флот в должности гардемарина и после базовой подготовки к марту 1914 года завершил практическую бортовую подготовку на тяжёлом крейсере «Винета». Здесь он был назначен фенрихом-цур-зее 3 апреля 1914 года. После прохождения офицерских курсов в Мюрвикском военно-морском училище  после начала Первой мировой войны 7 августа 1914 года Бринкманн был направлен на линейный корабль «Кайзер Фридрих III», где служил  до января 1915 года. Затем он служил на  линейном корабле «Кайзер Карл Великий» до 5 марта 1915 года. Затем он служил офицером-радиотехником на борту лёгкого крейсера «Регенсбург» до конца октября 1915 года, где 18 сентября 1915 года был произведён в лейтенанты. 29 октября 1915 года Бринкманн был переведен в минно-торпедные силы, где до конца войны служил вахтенным офицером на различных миноносцах и был награжден обеими степенями Железного креста.

### Межвоенные годы
В декабре 1918 года Бринкманн перешёл на миноносец V 130 вахтенным офицером и адъютантом, где 7 января 1920 года получил звание оберлейтенанта-цур-зее в Рейхсмарине. 31 июля 1920 года он был произведен в командиры тендера Т-144, которым затем командовал до конца сентября 1922 года. Затем Бринкманн до февраля 1925 года командовал тремя торпедными катерами G 7, G 10 и S 18 1-й флотилии торпедных катеров в Свиноуйсьце. 10 февраля 1925 года он был назначен в Балтийскую морскую корабельную дивизию в Штральзунде, где служил с сентября 1926 года по начало октября 1928 года. Здесь он получил звание капитан-лейтенанта 1 мая 1925 года. С 3 октября 1928 года по 5 ноября 1930 года Бринкманн служил вторым адъютантом командующего Балтийской военно-морской базой в Киле . 6 ноября 1930 года Бринкманн был направлен на лёгкий крейсер «Кёнигсберг», где служил штурманом до конца 1932 года. Получив звание корветтенкапитана 1 января 1933 года, Бринкманн перешёл в министерство рейхсвера в Берлине, где служил до конца марта 1935 года. 20 мая 1935 года Бринкманн был назначен командиром авизо Grille», которой он командовал до 6 мая 1938 года. В этой должности 1 января 1937 года ему было присвоено звание фрегаттенкапитана .

### Вторая мировая война
9 мая 1938 года его перевели в Главное военно-морское командование (ОКМ), где Бринкманн занимал должность начальника управления морской обороны с октября 1938 года до начала Второй мировой войны и до конца июля 1940 года. Здесь 1 октября 1938 года ему было присвоено звание капитана-цур-зее. 1 августа 1940 года Бринкманн был назначен первым командиром тяжелого крейсера «Принц Ойген».  Под его командованием крейсер участвовал в операциях Рейнские учения и Цербер.

### ОперацияРейнские учения
Целью операции «Rheinübung» (Рейнские учения) было для «Принца Ойгена » и линкора "Bismarck" под командованием одноклассника Бринкмана по выпуску 1913 года капитана Эрнста Линдеманна  прорваться в Атлантику и атаковать корабли союзников. Приказы гросс-адмирала Эриха Редера командующему оперативной группой адмиралу Гюнтеру Лютьенсу, командующему флотом на борту «Бисмарка», заключались в том, что «цель «Бисмарка» состоит не в том, чтобы победить врагов равной силы, а в том, чтобы связать их, максимально сохраняя при этом боеспособность, чтобы позволить «Принцу Ойгену» добраться до торговых судов в конвое» и «Основной целью в этой операции является торговое судоходство противника; военные корабли противника будут атакованы только тогда, когда эта цель делает это необходимым и это можно сделать без чрезмерного риска».
В 02:00 19 мая 1941 года Бисмарк и Принц Ойген покинули Готенхафен и проследовали через Балтийское море в сторону Атлантики. Лютьенс не знал, что британцы перехватили достаточно сигналов, чтобы сделать вывод о том, что в этом районе может произойти немецкая военно-морская операция. Немецкая оперативная группа впервые столкнулась со шведским гидросамолетом-крейсером Gotland 20 мая, направлявшимся на северо-запад, мимо Гетеборга. Британское Адмиралтейство было проинформировано через норвежского офицера в Стокгольме, который узнал о наблюдении от источника в шведской военной разведке. Встревоженное этим сообщением, британское Адмиралтейство запросило воздушную разведку норвежского побережья. Самолет-разведчик «Спитфайр» обнаружил и сфотографировал немецкую оперативную группу во фьорде Берген, 21 мая, в 13:15. Вечером 23 мая в 19:22 немецкие силы были обнаружены тяжелыми крейсерами HMS Suffolk и HMS Norfolk, которые патрулировали Датский пролив в ожидании прорыва немцев. "Бисмарк" дал пять залпов, не добившись прямого попадания. Британские крейсера, отошли на безопасное расстояние и следили за противником, пока их собственные тяжелые силы были на подходе. Однако передний радар "Бисмарка" вышел из строя из-за вибрации от стрельбы тяжелых орудий во время этой перестрелки, и Лютьенс был вынужден приказать принцу Ойгену двигаться впереди "Бисмарка", чтобы обеспечить эскадре передовое радиолокационное прикрытие.
Гидрофоны «Принца Ойгена» обнаружили иностранное судно, идущее в порт в 05:00. В 05:45 немцы заметили дымовые трубы двух кораблей. Британские корабли открыли огонь по немецкой оперативной группе в 05:53. Вице-адмирал Ланселот Холланд планировал сначала атаковать Бисмарк, но из-за изменения боевого порядка HMS Принц Уэльский и HMS Вместо этого HMS открыл огонь по «Принцу Ойгену» . Командир «Принца Уэльского» капитан Джон Лич обнаружил эту ошибку и приказал развернуть свои орудия, чтобы открыть огонь по Бисмарку . Немецкая оперативная группа все еще ждала приказа о начале огня, который адмирал Лютьенс отдал не сразу. Через две минуты после начала боя «Бисмарк» и «Принц Ойген» открыли огонь по Худу . В 05:57 «Принц Ойген» сбил Худа, что привело к воспламенению запасных боеприпасов, хранившихся на палубе, и возникновению пожара. Пятый залп Бисмарка был выпущен в 06:01, было замечено, что он врезался в «Худ» в районе грот-мачты. Вполне вероятно, что один 38-сантиметров (15 ″) снаряд попал где-то между грот-мачтой Худа и башней «X». Огромная струя пламени вырвалась из Худа в районе грот-мачты. За этим последовал разрушительный взрыв магазина, разрушивший кормовую часть корабля. Этот взрыв разломил корпус «Худа»  и он затонул всего за три минуты, причем его почти вертикальный нос последним опустился в воду.
После взрыва «Принц Уэльский» стал мишенью обоих немецких кораблей и вышел из боя после семи прямых попаданий, четырех «Бисмарка » и трех «Принца Ойгена», примерно в 06:09. Днем 24 мая адмирал Лютьенс приказал «Принцу Ойгену» оторваться от линкора «Бисмарк» и действовать самостоятельно против торгового судоходства противника. Принц Ойген и Бисмарк расстались в 18:14 того же дня. «Бисмарк» был потоплен концентрированными усилиями Королевского флота 27 мая 1941 года, а «Принц Ойген» благополучно прибыл в Брест, Франция, 1 июня 1941 года 

### Командующий силами на Чёрном море
22 ноября 1943 года Бринкманн был назначен командующим силами на Чёрном море. Он сменил там погибшего под Керчью вице-адмирала  Густава Кизерицки . Отвечал за снабжение по морю  17-й армии заблокированной в Крыму, на южном участке  Восточного фронта. Позже его подчиненные подразделения отличились при эвакуации Крымского полуострова  в апреле-мае 1944 года, а затем взяли на себя задачи по охране румынского побережья. Бринкманн был произведен в вице-адмиралы 1 февраля 1944 года и награжден  Рыцарским крестом Железного креста 17 мая 1944 года . После того, как Румыния объявила войну Германскому рейху 25 августа 1944 года, подчинённые Бринкману подводные лодки были затоплены экипажами. Должность командующего Черноморскими силами была упразднена 9 ноября 1944 года в Пльзене , а на следующий день Бринкманн был назначен офицером морской связи при командовании 20-й горной армии. Затем он занимал эту должность до 21 декабря 1944 года. 6 января 1945 года Бринкманну было присвоено звание Второго адмирала Балтийского моря. С 20 апреля 1945 года  Второго адмирала Северного моря, в результате слияния этих двух ведомств Второго адмирала Балтийского/Северного морей. С 31 мая 1945 года по 29 ноября 1947 года Бринкманн находился в британском плену.

## Награды
- Железный крест (1914) 2-го класса (10 октября 1915) и 1-го класса (24 июля 1920) [9]
- Почетный крест Мировой войны 1914/1918 г. (15 октября 1934) [9]
- Кавалер Ордена Короны Италии ( Commendatore della Corona d'Italia) (8 октября 1937) [9]
- Пряжка к Железному кресту (1939) 2-й и 1-й степени (9 июня 1941) [9]
- Значок Флота открытого моря (5 апреля 1942) [9]
- Орден Михаила Храброго 3-й степени (30 мая 1944)
- Немецкий крест в золоте (25 марта 1942 года) Kapitän zur See на тяжелом крейсере Prinz Eugen [10]
- Кавалер Железного креста (17 мая 1944) в звании вице-адмирала и командующего Черноморским флотом [11]